# Hakozume: Kōban Joshi no Gyakushū
Hakozume: Kōban Joshi no Gyakushū (ハコヅメ～交番女子の逆襲～?), también conocida como Police in a Pod en inglés, es una serie de manga escrita e ilustrada por Miko Yasu. Ha serializado por la revista Morning de Kōdansha desde el mes de noviembre de 2017 y ganó el 66° Premio de Manga Shogakukan en la categoría general de 2021. Una adaptación al drama japonés se estrenó y transmitió el 7 de julio de 2021 al 15 de septiembre de 2021 en el canal Nippon TV.
Una adaptación al anime se estrenó en enero de 2022.

## Sipnosis
La oficial de policía Mai Kawai tenía suficiente de una carrera en la que ni siquiera estaba y estaba a punto de entregar su registro, cuando sucedió lo impensable: conoció a la nueva directora de su estación. Y después de pasar un poco de tiempo con este magnífico modelo a seguir, Kawai se da cuenta de que, después de todo, tal vez no haya terminado de ser oficial.

## Personajes
Mai Kawai (川合 麻依 Kawai Mai?)
Seiyū: Shion Wakayama,
Intérprete de acción real: Mei Nagano
Seiko Fuji (藤 聖子 Fuji Seiko?)
Seiyū: Yui Ishikawa,
Intérprete de acción real: Erika Toda
Seiji Minamoto (源 誠二 Minamoto Seiji?)
Seiyū: Ryōta Suzuki,
Intérprete de acción real: Shoei Miura
Takeshi Yamada (山田 武志 Yamada Takeshi?)
Seiyū: Shimba Tsuchiya,
Intérprete de acción real: Yuki Yamada
Miwa Makitaka (牧高 美和 Makitaka Miwa?)
Seiyū: Kana Hanazawa,
Intérprete de acción real: Nanase Nishino
Subjefe (副所長 Fuku Shochō?)
Seiyū: Kendo Kobayashi
Tamotsu Hōjō (北条 保 Hōjō Tamotsu?)
Seiyū: Rikiya Koyama,
Intérprete de acción real: Yūsuke Hirayama

## Medios

### Manga
La serie está escrita e ilustrada por Miko Yasu. Se ha publicado en serie en la revista Morning de Kōdansha de desde el 22 de noviembre de 2017. Kōdansha ha recopilado sus capítulos en volúmenes tankōbon individuales. El primer volumen se publicó el 23 de abril de 2018. Al 23 de agosto de 2021, se publicaron dieciocho volúmenes.
La serie de manga en inglés es licenciada por Kodansha USA.

#### Lista de volúmenes
| N.º | Fecha de lanzamiento     | ISBN original          |
| --- | ------------------------ | ---------------------- |
| 1   | 23 de abril de 2018      | ISBN 978-4-06-511322-6 |
| 2   | 22 de junio de 2018      | ISBN 978-4-06-511692-0 |
| 3   | 23 de agosto de 2018     | ISBN 978-4-06-512637-0 |
| 4   | 23 de octubre de 2018    | ISBN 978-4-06-513020-9 |
| 5   | 23 de enero de 2019      | ISBN 978-4-06-514527-2 |
| 6   | 22 de marzo de 2019      | ISBN 978-4-06-514963-8 |
| 7   | 23 de mayo de 2019       | ISBN 978-4-06-515420-5 |
| 8   | 23 de julio de 2019      | ISBN 978-4-06-516266-8 |
| 9   | 20 de septiembre de 2019 | ISBN 978-4-06-517128-8 |
| 10  | 21 de noviembre de 2019  | ISBN 978-4-06-517759-4 |
| 11  | 23 de enero de 2020      | ISBN 978-4-06-518157-7 |
| 12  | 23 de abril de 2020      | ISBN 978-4-06-518944-3 |
| 13  | 23 de junio de 2020      | ISBN 978-4-06-518966-5 |
| 14  | 23 de septiembre de 2020 | ISBN 978-4-06-518967-2 |
| 15  | 20 de noviembre de 2020  | ISBN 978-4-06-521759-7 |
| 16  | 23 de marzo de 2021      | ISBN 978-4-06-522711-4 |
| 17  | 23 de junio de 2021      | ISBN 978-4-06-523557-7 |
| 18  | 23 de agosto de 2021     | ISBN 978-4-06-524537-8 |

### Dorama
Una adaptación a un dorama japonés se emitió durante nueve episodios en Nippon TV del 7 de julio al 15 de septiembre de 2021. Dos episodios especiales se emitieron el 4 de agosto y el 11 de agosto de 2021.

### Anime
Se anunció una adaptación al anime el 1 de agosto de 2021. La serie está animada por el estudio Madhouse y dirigida por Yuzo Sato, con Ryunosuke Kingetsu supervisando los guiones, Kei Tsuchiya diseñando los personajes y Nobuaki Nobusawa componiendo la música de la serie. Está programado para estrenarse el 5 de enero de 2022 en AT-X y otras redes. Riko Azuna interpretará el tema de apertura "Shiranakya" (I Gotta Know), mientras que Nonoc interpretará el tema de cierre "Change". Muse Communication obtuvo la licencia de la serie en el sur y sureste de Asia.

## Recepción
En agosto de 2021, el manga tenía 2,3 millones de copias en circulación. En 2021, junto con Dead Dead Demon's Dededede Destruction, la serie ganó el 66º Premio de Manga Shogakukan en la categoría general. El manga fue nominado para el 45.º Premio Kodansha Manga en la categoría general en 2021.